# Len Bias
Vous lisez un « article de qualité » labellisé en 2017.
Pour les articles homonymes, voir Bias.
Leonard Bias, dit Len Bias, né le 18 novembre 1963 à Landover dans le Maryland et mort le 19 juin 1986 à Riverdale Park dans le même État, est un joueur professionnel américain de basket-ball.
Évoluant au poste d'ailier dans l'équipe universitaire des Terrapins du Maryland, il est sélectionné en deuxième position de la draft 1986 de la NBA par les Celtics de Boston. Mais deux jours après son recrutement, il meurt d'une arythmie cardiaque provoquée par une overdose de cocaïne à seulement 22 ans. L'événement, qui émeut et choque les États-Unis, relance le débat sur l'impact de la drogue dans le sport et conduit à l'adoption d'une loi antidrogue.
Personnalité rayonnante, joueur exceptionnel couvert d'éloges, régulièrement comparé à Michael Jordan, Len Bias est considéré par certains commentateurs sportifs comme le plus grand joueur de basket-ball non professionnel de tous les temps.

## Biographie

### Jeunesse
Leonard Kevin Bias naît le 18 novembre 1963 à Landover dans le Maryland. Il grandit dans la banlieue de Washington, la capitale des États-Unis. Il est l'un des quatre enfants de l'union de James Bias Jr. et de Lonise Bias. Il a une sœur, Michelle, et deux frères, Eric et James III. Ce dernier est surnommé Jay. Son père occupe un emploi de réparateur électrique et sa mère est employée de banque. Le jeune Leonard est appelé Len la plupart du temps. Il est également surnommé par ses amis Lenny et Frosty.
Il étudie et joue au lycée de Northwestern. À la fin de sa première année lycéenne, son entraîneur perçoit qu'il peut devenir un très bon joueur de basket-ball et lui en fait part. Son père l'incite à continuer à améliorer son jeu. Le commentateur sportif James Brown, qui le voit jouer à l'époque, le décrit comme un « talent brut avec un corps d'adolescent ». Il joue avec une ardeur et une énergie particulières qui lui valent l'intérêt de l'université du Maryland et de l'université d'État de Caroline du Nord. Bias préfère rester dans le Maryland et choisit de poursuivre son cursus à l'université locale.

### Carrière universitaire
L'université du Maryland possède l'un des meilleurs programmes universitaires de basket-ball des États-Unis et évolue dans la très relevée Atlantic Coast Conference. Le 14 avril 1982, Len Bias s'engage à jouer pour les Terrapins du Maryland à la rentrée universitaire 1982.

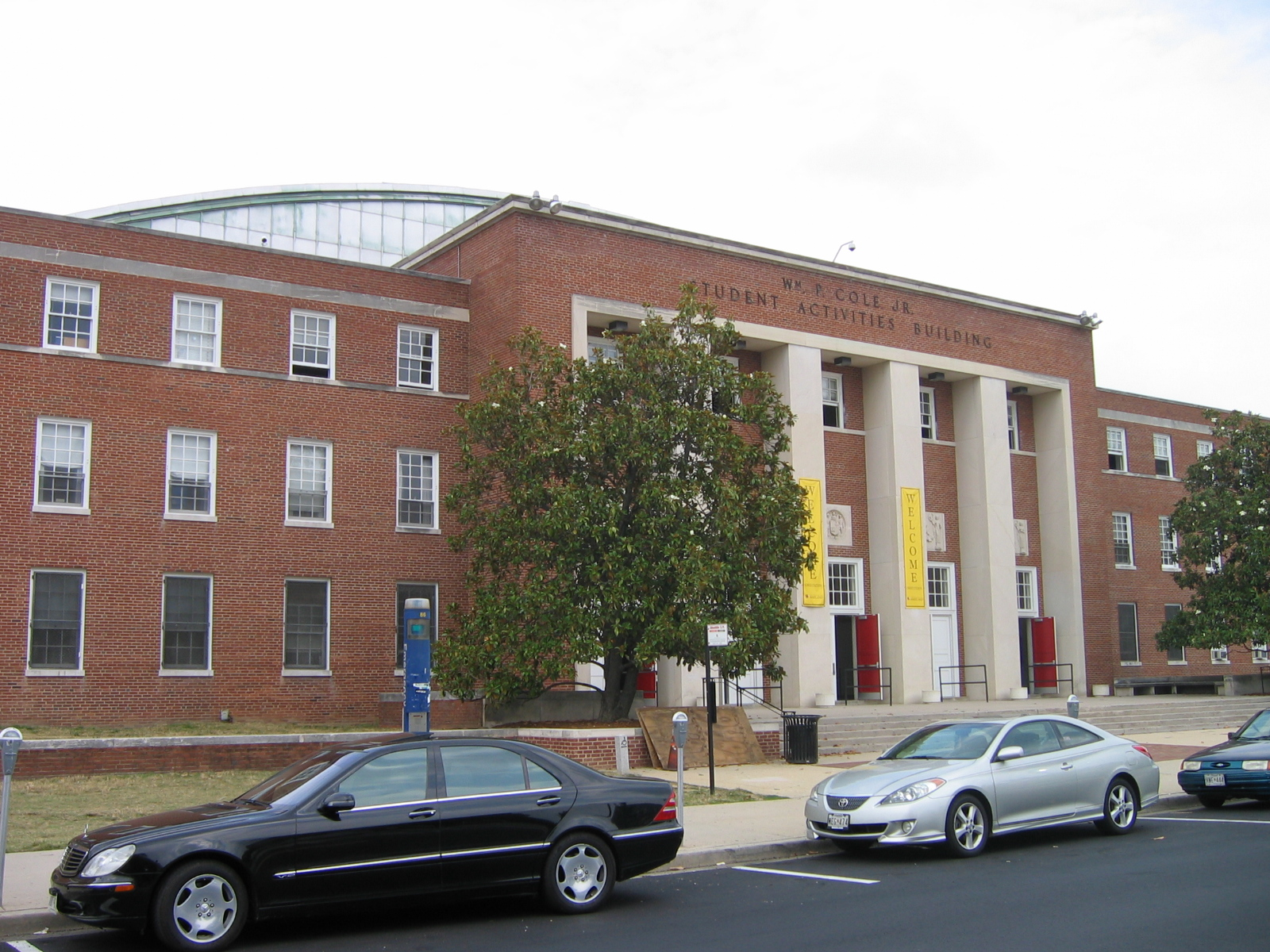
La salle des Terrapins, la Cole Field House, à l'époque de Len Bias.

Bias commence sa première rencontre universitaire en tant que titulaire mais la lourde défaite contre les Nittany Lions de Penn State le pousse sur le banc. Le débutant apprend et se fait peu à peu une place dans le cinq majeur. Il travaille son tir en suspension et modèle son jeu au poste en s'inspirant de Bernard King. Le 23 décembre, il est exceptionnellement titulaire dans la victoire en double-prolongation contre les Bruins d'UCLA, classée équipe no 3 du pays. Bias gagne sa place de titulaire en fin de saison, à la fin du mois de février. Il conclut l'année avec des statistiques prometteuses de 7,2 points et 4,2 rebonds pour un temps de jeu de 22 minutes par match sur 30 rencontres. Au premier tour du tournoi final NCAA, Len Bias inscrit un tir décisif à la dernière seconde pour battre les Mocs de Chattanooga. Il ne peut rien au tour suivant contre l'une des équipes favorites du tournoi, les Cougars de Houston menés par le futur All-Star Clyde Drexler.
Lors de sa deuxième saison universitaire, le joueur se révèle. Selon le meneur Keith Gatlin, Len Bias veut toujours la balle malgré la présence des marqueurs établis de l'équipe Adrian Branch et Ben Coleman. L'ailier se fait remarquer face aux Tar Heels de la Caroline du Nord de Michael Jordan. Lors de cette rencontre, Bias montre l'étendue de son jeu alternant tirs en suspension, dunks et pénétrations pour conclure la rencontre avec 24 points. Les Terrapins remportent le tournoi ACC lors duquel Bias est désigné meilleur joueur. En finale, ils disposent des Blue Devils de Duke avec 26 points à 12 tirs réussis sur 17 pour Bias : « Je suis arrivé avec quelque chose à prouver. Je n'avais été nommé dans aucune des équipes-type de l'ACC, premier ou second cinq. Je voulais prouver aux gens que je pouvais jouer dans des gros matches ». Le joueur coupe les filets d'un panier comme le veut la tradition et apporte à son entraîneur son premier titre en 14 ans.
Pour sa troisième année universitaire, Bias est l'un des meneurs de l'équipe du Maryland. Il est le meilleur joueur de son équipe aux rebonds cette saison-là avec 6,8 unités par rencontre. Len Bias est désigné meilleur joueur de l'année de la conférence ACC et devient le deuxième joueur de l'histoire de l'université du Maryland à recevoir cette récompense. Dans le tournoi de la conférence ACC, Bias et ses coéquipiers retrouvent les Blue Devils de Duke en quart de finale et sont battus de 13 points. Qualifié pour le tournoi final NCAA à la suite de son extension à 64 équipes, Maryland s'incline au deuxième tour contre les Fighting Illini de l'Illinois sur le score de 72 à 70. Bias apparaît dans le deuxième meilleur cinq universitaire national de l'année.
Il envisage alors de devenir professionnel, d'abandonner sa dernière année universitaire pour se présenter à la draft 1985 de la NBA. Il s'inscrit sur la liste initiale des candidats sélectionnables. Avant sa potentielle dernière saison avec Maryland, Len Bias rencontre Red Auerbach et part s'entraîner avec les Celtics de Boston au camp d'entraînement d'été de l'équipe à Marshfield pour voir s'il peut se plaire à Boston. Auerbach conseille à Bias de se retirer de la liste et d'attendre la saison suivante. Le joueur suit ce conseil et renonce à se présenter à la draft de 1985 et de jouer sa dernière saison d'éligibilité universitaire. Les Celtics gardent un œil particulier sur celui qu'ils considèrent comme leur premier choix.
En 1986, pour sa dernière année universitaire, Len Bias s'illustre à plusieurs reprises. Il impressionne en inscrivant 41 points face à Duke. Sur le terrain d'UNC, il aide Maryland à combler un retard de 9 points pour arracher la victoire 77 à 72 à Chapel Hill, infligeant à UNC sa première défaite au Dean Dome. Après avoir réussi un tir en suspension à l'approche de la fin de la rencontre, Bias intercepte la remise en jeu et s'envole au-dessus de Kenny Smith pour réussir ce que les journalistes surnomment « The Jesus Dunk ». Il est désigné meilleur joueur de l'année de la conférence ACC pour la deuxième fois consécutive,. Bien que Maryland soit tête de série no 5 du tournoi final NCAA, l'équipe chute dès le deuxième tour face aux Rebels d'UNLV laissant un goût d'inachevé à sa carrière NCAA.
Meilleur marqueur de points de la conférence ACC lors de ses deux dernières saisons, il marque plus de 10 points lors de 85 de ses 86 rencontres universitaires. Avec 2 149 points marqués, Bias est le meilleur marqueur de l'histoire de l'université jusqu'à ce que Juan Dixon dépasse cette marque en 2002.

### Sélection en NBA
Les performances en NCAA de Len Bias en font un des favoris de la draft 1986 de la NBA. Avant sa sélection, le joueur est testé physiquement par les Celtics de Boston — il assiste à la première manche des Finales NBA derrière le banc des Celtics, ce qui témoigne de l'intérêt particulier que lui porte la franchise —, les Knicks de New York et les Warriors de Golden State. L'événement a lieu le mardi 17 juin au Madison Square Garden de New York. Au matin de la draft, Len Bias rêve qu'il a trop dormi et qu'il doit courir vite jusqu'au Felt Forum du Madison Square Garden ; et se réveille alors qu'il n'est pas encore 6 h,. Après sa sélection, Len Bias et sa famille retournent à leur domicile dans le Maryland.
Le 16 octobre 1984, les Celtics de Boston avaient échangé Gerald Henderson et de l'argent afin d'obtenir le choix de premier tour de 1986 des SuperSonics de Seattle. Leurs objectifs sont alors d'offrir plus de temps de jeu à Danny Ainge et d'obtenir un bon choix de sélection à l'avenir en misant sur l'échec des SuperSonics. Moins de deux ans plus tard, l'équipe de Seattle termine la saison NBA 1985-1986 avec un bilan de 31 victoires pour 51 défaites. Lors de la loterie, le choix hérité de Seattle se révèle être le deuxième choix de la draft à venir. Les Celtics ne cachent leur souhait de recruter Len Bias. Après les Cavaliers de Cleveland, qui choisissent Brad Daugherty, les Celtics recrutent Len Bias,.
Habillé d'un costume gris clair et d'une cravate noire, Len Bias monte sur l'estrade serrer la main du commissaire de la NBA David Stern, casquette verte des Celtics à la main. Il déclare : « Je suis content d'avoir été choisi par Boston et je jouerai du mieux que je peux ». Il « espérait que ce soit Boston » qui le sélectionne. Son « rêve devient réalité ». Son arrivée dans l'effectif déjà complet des Celtics, champions en titre, semble indiquer que l'équipe va continuer à gagner de multiples titres NBA. Le numéro 30, celui de M.L. Carr, lui est donné.
Le mercredi 18 juin, Bias et ses proches se déplacent à Boston pour valider sa sélection par les Celtics. Il signe un contrat publicitaire de plus d'un million de dollars avec Reebok pour promouvoir des chaussures de basket-ball,,. L'événement dure plus de cinq heures et se conclut par une poignée de main entre les deux parties. Le lendemain, il doit parapher son contrat avec le premier choix de la draft Brad Daugherty avec lequel il partage le même agent, Len Fentress. Ce dernier annonce que l'accord avec Reebok offre à Bias une « sécurité financière pour la vie ». Vers 20 h 30, Len Bias, son père et son agent quittent Boston pour atterrir à Washington vers 22 h.

### Overdose et mort
Après être retourné chez lui le 18 juin 1986 et avoir distribué à ses proches des chaussures, casquettes et T-shirts offerts par son sponsor Reebok, Len Bias sort dans la soirée avec une voiture de sport récemment louée, une Datsun 300ZX, pour fêter sa sélection avec des amis sur le campus de l'université du Maryland. Il dîne avec des coéquipiers et un autre sportif de l'équipe universitaire de football américain. Bias quitte le campus à 2 h du matin dans la nuit du 18 au 19 juin et conduit jusqu'à une autre fête hors du campus où il reste brièvement. Le joueur retourne à son dortoir avant 3 h du matin. Pendant les trois à quatre heures suivantes, lui, son ami d'enfance Brian Tribble et plusieurs de ses coéquipiers prennent à répétition de la cocaïne dans la chambre partagée par Len Bias.
Entre 6 h 25 et 6 h 32, alors qu'il est en train de parler à son coéquipier Terry Long, Len Bias tente de se lever du lit sur lequel il est assis pour aller dans la salle de bain et chute. Il pose sa tête sur le lit et est victime d'une attaque. Après de fortes convulsions, il est mis au sol et calmé avant que celles-ci ne reprennent de nouveau. À 6 h 33, Brian Tribble appelle les secours alors que le joueur n'est plus conscient et ne respire plus : « C'est Len Bias. Vous devez le sauver. Il ne peut pas mourir. Sérieusement, venez vite s'il vous plait »,,.
Une équipe de six pompiers arrive sur place à 6 h 36 et tente de la réanimer. Six minutes plus tard, deux ambulanciers prennent le relais. Toutes les tentatives des services médicaux pour relancer son cœur et sa respiration échouent. À 6 h 54, le joueur est transporté à l'hôpital Leland Memorial de Riverdale Park,. Les nouveaux essais de réanimation sont de nouveau vains. Le 19 juin 1986 à 8 h 55, Len Bias est déclaré mort,, moins de 48 heures après la draft. L'arythmie cardiaque provoquée par la surdose de cocaïne lui a été fatale.
L'annonce de sa mort se propage dans la matinée. Des dizaines d'étudiants se réunissent dans la salle de basket-ball du campus de l'université du Maryland pour allumer des bougies dans le noir. Les réactions des personnalités du basket-ball sont nombreuses. La vedette des Celtics Larry Bird déclare : « c'est la chose la plus cruelle que j’aie jamais entendue »,. L'enquête de police est rapide. Les enquêteurs retrouvent un sac contenant de la cocaïne dans la voiture de Bias.
L'autopsie no 86-999 du corps de Len Bias révèle que le joueur est mort avec 6,5 milligrammes de cocaïne par litre de sang,. Le rapport toxicologique révèle que tous les autres tests aux autres drogues et à l'alcoolémie sont négatifs. Le diagnostic officiel de son décès est une intoxication par cocaïne et la manière n'est pas déterminée en attente de l'enquête policière.

## Conséquences et héritage de la tragédie

### Médiatisation du drame
Informé par une source, le premier journaliste qui arrive pour couvrir l'incident de Len Bias, Dave Slatter de la chaîne locale Channel 9, fait un direct devant l'hôpital avant que le décès officiel ne soit déclaré. Il sait que le joueur est dans un état critique mais n'en connaît pas la cause. Dans les premières heures après l'annonce de la mort de Bias, le traitement médiatique est sobre et les journalistes sont sous le choc, penchant pour un problème cardiaque congénital. Le magazine Sports Illustrated consacre sa une à la disparition de Len Bias en titrant « Death of a Dream ».

### Enterrement et hommage
Dimanche après-midi, le 22 juin 1986, environ 2 000 personnes se déplacent à l'église Pilgrim African Methodist Episcopal et attendent jusqu'à deux heures pour rendre hommage à Len Bias et passer devant son cercueil ouvert.
Le 23 juin, quatre jours après sa mort, plus de 11 000 personnes se réunissent dans la salle des Terrapins, le Cole Field House, pour les funérailles de Len Bias. Parmi les personnes qui prennent la parole, Red Auerbach explique que les Celtics prévoyaient depuis trois ans de sélectionner Bias et que la ville de Boston n'a jamais été autant choquée « depuis l'assassinat de John F. Kennedy ». Leonard Bias est enterré au cimetière Lincoln Memorial. Sur sa sobre plaque funéraire est inscrit « In God's Loving Care »,. Le 30 juin 1986, les Celtics rendent hommage au joueur en donnant son maillot no 30, jamais utilisé, à sa mère, Lonise.

### Impact politique de sa mort
La mort soudaine de Len Bias soulève plusieurs controverses. La reconnaissance du rôle que la cocaïne a joué dans sa mort provoque l'ouverture d'un débat sur les ravages de la drogue dans le monde du sport. L'émotion est entretenue par la mort, le 27 juin, du footballeur américain Don Rogers. Peu après le décès de Bias, Tip O'Neill, le porte-parole démocrate de la Chambre des représentants des États-Unis et représentant du Massachusetts, État dans lequel Bias aurait dû commencer sa carrière professionnelle, se mobilise pour faire voter à marche forcée une loi, le Anti-Drug Abuse Act de 1986, dite loi Len Bias,, avant les élections de mi-mandat de novembre afin de garder la majorité à la Chambre des représentants. Le budget de cette loi est d'1,7 milliard de dollars. La loi rétablit les peines plancher pour détention de drogues qui avaient été supprimées des lois fédérales en 1970 et punit particulièrement le trafic de crack. L'évaluation de cette réintroduction démontre qu'elle a plus durement frappé les Afro-américains. Le nombre de détenus fédéraux passe de 21 000 en 1986 à 214 000 en trois décennies, dont plus de la moitié des cas sont liés aux drogues.
Le Président républicain Ronald Reagan lance officiellement en septembre 1986 sa « guerre contre les drogues » (« War on Drugs ») dans un discours officiel adressé à la Nation. Deux ans après la mort du futur ailier des Celtics, le Congrès des États-Unis adopte le Anti-Drug Abuse Act de 1988 qui durcit encore la législation adoptée en 1986. Le programme Drug Abuse Resistance Education (DARE) reçoit une reconnaissance nationale et des fonds fédéraux. La mère de Len Bias, Lonise, trouve dans la mort de son fils un objectif et une mission pour sa vie. Chrétienne très croyante, elle mène dès l'enterrement de son fils une croisade contre la drogue et ses dangers,.

### Controverses
L'université du Maryland est touchée par des scandales concernant le sérieux des études de Len Bias. On rapporte dans un premier temps qu'il manque neuf crédits universitaires à celui-ci pour obtenir son diplôme puis The Washington Post avance que le joueur a raté trois de ses cinq cours, en a abandonné deux autres et qu'il lui manque vingt-et-un crédits universitaires. Len Bias s'est orienté vers les études générales et non vers des études d'architecture d'intérieur, celles qu'il souhaitait faire, pour des raisons d'emploi du temps. Poussé par ses entraîneurs, il cesse d'étudier à la fin de l'automne pour se concentrer sur le sport. Plusieurs joueurs sont dans la même situation. Après le drame, Wendy Whittemore, le conseiller universitaire des joueurs de basket-ball, démissionne. Les études générales sont également vivement critiquées à la rentrée suivante. Le 29 octobre 1986, l'entraîneur de l'équipe de basket-ball, Lefty Driesell, démissionne à son tour,. Le préparateur physique Dick Dull et le chancelier John Slaughter quittent également leurs fonctions. Les Terrapins traînent ensuite une mauvaise réputation qui a pu coûter la draft à certains coéquipiers de Len Bias. La NBA instaure un stage baptisé « Rookie Program » pendant lequel sont expliqués aux jeunes joueurs sélectionnés « les risques de la gloire, des femmes, de l’argent et des drogues ».

### Procès
Le 25 juillet 1986, le procès des amis de Len Bias s'ouvre dans le Maryland. Brian Tribble est accusé de possession de cocaïne avec l'intention de la distribuer. Les coéquipiers de Bias à l'université du Maryland, Terry Long et David Gregg, sont jugés pour possession de cocaïne et obstruction à la Justice. Les deux joueurs sont suspendus de l'équipe le 31 juillet. Les trois accusés plaident non coupable en août. Le 20 octobre 1986, l'accusation abandonne toutes les charges contre Long et Gregg en échange de leur témoignage contre Tribble. Dix jours plus tard, le grand jury ajoute trois charges d'obstruction à la Justice à Brian Tribble. Le même jour, le camarade de chambre de Tribble, Kenneth Mark Fobbs, est mis en accusation pour parjure pour avoir menti sur la dernière fois qu'il a vu Tribble. Le 3 juin 1987, le jury acquitte Tribble de toutes les charges liées à l'affaire Len Bias,,.
Le 18 juin 1987, la famille de Bias engage une procédure judiciaire contre son agent, Advantage International, et requiert un montant de 27 millions de dollars pour fraude et négligence,. Elle poursuit également Reebok et Fidelity Security Insurance Co. pour rupture de contrat,. Un an plus tard, un juge de district refuse l'ouverture d'un procès. En novembre 1990, la Cour suprême des États-Unis rejette définitivement la requête de la famille,.
En octobre 1990, après une opération policière sous couverture, Tribble plaide coupable en tant que trafiquant majeur de stupéfiants. Il coopère avec le gouvernement et est condamné à une peine de 10 ans et 1 mois d'emprisonnement.

### Deuxième drame familial
Le 5 décembre 1990, James Stanley Bias III, dit Jay Bias, un des frères cadets de Len, est assassiné dans une embuscade à la suite d'un différend dans une boutique de joaillerie du centre commercial Prince George's Plaza à Hyattsville. Âgé de 20 ans, il meurt des suites de ses blessures causées par deux balles dans le dos dans le même hôpital que son frère Len. Jay Bias est enterré à côté de son frère dans le cimetière Lincoln Memorial de Suitland. Joueur vedette du lycée Northwestern, Jay Bias avait rejoint le community college d'Allegany à Cumberland, mais il était sur le point d'être admis dans l'équipe de basket-ball d'American University. Len avait également un plus jeune frère, lycéen au moment de la mort de Jay, et une sœur, chez qui Jay vivait.

### Génération maudite
La draft 1986 de la NBA est connue comme la « draft maudite »,. Chris Washburn, choisi en troisième position, a eu des problèmes d'addiction — il a admis plus tard avoir fêté sa sélection en consommant de la cocaïne — et est devenu un sans-abri avant de se reprendre en main. William Bedford, sixième choix, a fait de la prison à la suite d'accusations liées à la drogue. Le sélectionné suivant, Roy Tarpley, a détruit sa carrière de joueur All-Star en se droguant et en étant banni à vie par la NBA. Par ailleurs, le premier choix Brad Daugherty met brutalement fin à sa carrière pour une hernie discale, Johnny Dawkins connaît des problèmes aux genoux, alors que John Williams grossit jusqu'à plus de 135 kilos. Dražen Petrović meurt en pleine ascension dans un accident de voiture et Kevin Duckworth est victime d'une crise cardiaque à 44 ans.
Pour Pat Williams, manager général des 76ers de Philadelphie en 1986 et du Magic d'Orlando dix ans plus tard, « la seule différence entre ce groupe et le Titanic est que le Titanic avait un orchestre ». Moins célèbre que la malédiction du Bambino, la légende de Len Bias se développe dans les années 1990 et 2000.

### Début du déclin des Celtics

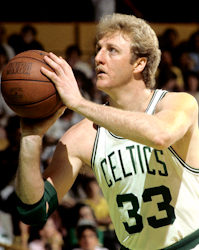
Len Bias aurait dû compléter puis prendre la succession de Larry Bird aux Celtics.

Quelques semaines avant de sélectionner Len Bias, les Celtics de Boston remportent leur 16e titre de champion NBA — un record — lors de la saison NBA 1985-1986. Cette saison-là, les Celtics sont considérés comme une des meilleures équipes de tous les temps avec 67 victoires en saison régulière, dont un bilan de 40 victoires pour une seule défaite à domicile. Larry Bird est élu MVP pour la troisième année consécutive. Lors de son recrutement, Bias est prévu dans un rôle de sixième homme avec du temps de jeu avant de prendre la relève de Bird. Le décès de Len Bias marque le début des difficultés pour les Celtics. Lors des finales NBA 1987, ils s'inclinent contre les Lakers de Los Angeles. Dans une série, Bias aurait pu être un relais utile. Larry Bird voit sa fin de carrière minée par les blessures dès 1989. Les Celtics jouent de malchance, leur jeune ailier All-Star Reggie Lewis est victime d'une crise cardiaque à l'entraînement en 1993. Après ces deux coups du sort, Boston doit attendre les transferts de Kevin Garnett et Ray Allen et plus de vingt ans pour remporter un nouveau titre NBA lors de la saison 2007-2008 et le succès contre les Lakers de Los Angeles.

## Style de jeu et personnalité
Lenny Bias est l'un des joueurs les plus prometteurs de sa génération. Son style de jeu aérien lui vaut nombre de comparaisons avec Michael Jordan. Les spéculations sur ce qu'aurait été sa carrière et en particulier son association à l'ailier des Celtics Larry Bird sont légion. Physiquement, le joueur est impressionnant, il mesure 2,03 m pour 93 kg. Ses bras sont musclés, Bias peut soulever une barre de 135 kg en développé couché. Sa détente verticale sans élan est de près d'un mètre. Un de ses adversaires au lycée, Reginald Adams, se souvient : « En sautant, ses genoux étaient au niveau de mes dents alors que je mesure 1,88 m ».
En plus de ses qualités athlétiques hors du commun, son tir en suspension est considéré par le journaliste Michael Wilbon comme « le plus pur jamais vu »,. Il le décrit comme « tout droit, forme parfaite, coude parfaitement placé, libération parfaite, suivi parfait. C'était une œuvre d'art ». Prenant un soin particulier de son corps, il développe une réputation de joueur indestructible, ne ratant aucune rencontre lors de ses quatre saisons universitaires. Son coéquipier Keith Gatlin souligne sa capacité de travail : « Il n'était pas destiné à la grandeur car Lenny a travaillé dur. Il n'était pas né avec ce tir en suspension qui lui a permis de dominer les matches. Il a développé son jeu poste haut sur le modèle de Bernard King qui avait la capacité — avec un défenseur sur le dos — de se retourner au poste pour un tir en cloche. Avec aisance. Une fois que Lenny eut perfectionné ça, tout le monde était à sa merci ». Son autre coéquipier Derrick Lewis témoigne : « Une seule personne sur lui ne suffisait pas en défense. (...) Il avait de telles capacités athlétiques que — des tirs à 6 mètres n'étaient rien pour lui et il savait sauter —. Il était fort et intelligent ».
Pour Bill Simmons, Len Bias lui rappelait un « James Worthy plus physique avec la capacité de détente de Michael Jordan. [...]. Il avait un air impertinent, une démarche arrogante, de playground ». Pour lui, dans les années 1980, seuls Jordan et Dominique Wilkins avaient cette capacité d'attaquer ainsi le cercle, mais lui seul avait cette « impétuosité, cet air fanfaron, cette excitation du playground ». « Il charriait ses coéquipiers, il charriait les arbitres, il charriait ses adversaires. Il exhibait une authentique et rafraîchissante passion ».

« C'est ma 24e année à Duke et dans cette période, je n'ai vu que deux joueurs différents qui étaient spéciaux : Michael Jordan et Len Bias. Len était un athlète incroyable avec un très bon esprit de compétition. Mon sentiment est qu'il aurait été l'un des meilleurs joueurs de la NBA. Les gens associent le terme de playmaking avec les meneurs. Mais je considère qu'un playmaker est quelqu'un qui peut faire des choses que les autres ne peuvent pas, comme Jordan l'a fait. Bias était comme ça. Il pouvait inventer des façons de marquer et vous ne pouviez rien y faire. Peu importe comment vous défendiez sur lui, il pouvait faire le jeu. »

— Mike Krzyzewski, entraîneur de Duke, en 2003,.
Keith Gatlin se souvient de son accueil au sortir de son année freshman : « Len Bias n'était pas qu'un coéquipier. Lenny était un frère. Je l'ai rencontré pour la première fois lors de ma visite de recrutement à Maryland et, immédiatement, nous nous sommes entendus. Immédiatement, il m'a fait sentir comme dans une famille. » Hors des terrains, Len Bias aime dessiner. Intéressé par l'architecture d'intérieur, il envisage une carrière dans ce domaine après le basket-ball. Décrit comme chrétien par ses amis et sa famille, Bias écoute du jazz et du gospel. Le jeune joueur a un fort penchant pour le luxe. Il aime les voitures de sport et rêve d'ouvrir une discothèque. En prévision de la signature de son contrat professionnel, le joueur emprunte une somme de 15 000 dollars pour louer des voitures, s'acheter une épaisse chaîne en or et offrir à sa compagne, Madelyne Woods, des joyaux de valeur dont un collier avec son no 34 de Maryland et son nom inscrit en lettres d'or.

## Statistiques
Le tableau suivant présente les statistiques individuelles de Len Bias pendant sa carrière universitaire entre 1982 et 1986,. Expérimentée par plusieurs conférences dont l'ACC lors de la saison 1982-1983, la nouvelle règle suscite de vives critiques. Abandonnée à la fin de la saison, la ligne du tir à trois points est instaurée en NCAA en avril 1986 pour le début de la saison 1987, après la fin de la carrière universitaire de Len Bias.
| S         | U                     | J   | MJ    | Pts   | PPM  | PR  | PT    | PR%    | 3P | 3PT | 3PR%   | LFR | LFT | LFR%   | TR  | TRPM | PD  | I  | C  | BP  | Ftes |
| --------- | --------------------- | --- | ----- | ----- | ---- | --- | ----- | ------ | -- | --- | ------ | --- | --- | ------ | --- | ---- | --- | -- | -- | --- | ---- |
| 1982-1983 | Terrapins du Maryland | 30  | 661   | 217   | 7,2  | 83  | 169   | 49,1 % | 3  | 11  | 27,3 % | 42  | 66  | 63,6 % | 125 | 4,2  | 22  | 10 | 15 | 34  | 55   |
| 1983-1984 | Terrapins du Maryland | 32  | 1 104 | 488   | 15,3 | 211 | 372   | 56,7 % | -  | -   | -      | 66  | 86  | 76,7 % | 145 | 4,5  | 48  | 13 | 24 | 47  | 81   |
| 1984-1985 | Terrapins du Maryland | 37  | 1 352 | 701   | 18,9 | 274 | 519   | 53,0 % | -  | -   | -      | 153 | 197 | 77,7 % | 251 | 6,8  | 65  | 34 | 33 | 113 | 106  |
| 1985-1986 | Terrapins du Maryland | 32  | 1 185 | 743   | 23,2 | 267 | 491   | 54,4 % | -  | -   | -      | 209 | 242 | 86,4 % | 224 | 7,0  | 33  | 27 | 14 | 89  | 90   |
| Total     | Total                 | 131 | 4 302 | 2 149 | 16,4 | 835 | 1 551 | 53,8 % | 3  | 11  | 27,3 % | 470 | 591 | 79,5 % | 745 | 5,7  | 168 | 84 | 87 | 283 | 332  |

## Palmarès
Len Bias ne compte qu'un seul titre collectif à son actif, le tournoi de l'Atlantic Coast Conference qu'il remporte en 1984 avec les Terrapins du Maryland. En quatre saisons universitaires, il multiplie les distinctions personnelles. Présent dans le second meilleur cinq universitaire en 1985, Bias progresse encore l'année suivante pour entrer dans le meilleur cinq de la NCAA. Meilleur joueur de l'année de l'ACC en 1985 et 1986, il est également désigné athlète de l'année de l'ACC en 1986. En 2014, Len Bias est introduit au Maryland Athletic Hall of Fame.

## Dans la culture populaire
Le décès prématuré de Len Bias reste l'un des faits les plus marquants de la fin du XXe siècle dans la culture sportive américaine.
Len Bias est, dans l'histoire du sport américain, le symbole de programmes universitaires sportifs corrompus qui laissent de côté les préoccupations académiques tant que les performances sportives sont à la hauteur des attentes,. Longtemps, l'université du Maryland a refusé d'honorer son ancienne gloire sportive avant de l'intégrer dans son temple de la renommée en 2014. Un an auparavant, une proposition de création d'une statue à l'effigie du joueur au lycée de Northwestern avait été abandonnée de crainte qu'elle n'envoie un message négatif aux lycéens.
Le 3 novembre 2009, ESPN diffuse pour la première fois un documentaire réalisé par Kirk Fraser — dévoilé au festival du film de Sundance de 2008 — sur l'histoire de Len Bias intitulé Without Bias, qui est l'un des trente documentaires diffusés pour célébrer le 30e anniversaire de la chaîne de télévision : « Au fil d’une narration bien ficelée, le spectateur découvre la psychologie très travaillée d’un personnage tout ce qu’il y a de plus chaleureux, arborant un sourire lumineux à chacune de ses apparitions à l’écran (...) On en apprend un peu plus sur son enfance, sur la croyance portée par ses proches quant à sa réussite annoncée dans le grand bain de la NBA. Enfin, dans un second temps, le récit s’attarde, telle une enquête policière haletante, sur les circonstances déplorables de sa mort. »

### Citations originales
1. ↑  (en) « This is Len Bias. You have to get him back to life. There's no way he can die. Seriously, sir. Please come quick ».
2. ↑  (en) « It's the cruelest thing I've ever heard ».
3. ↑  (en) The Len Bias Law.
4. 1 2  (en) General Studies.
5. ↑  (en) « This is my 24th year at Duke and in that time there have been two opposing players who have really stood out: Michael Jordan and Len Bias. Len was an amazing athlete with great competitiveness. My feeling is that he would have been one of the top players in the NBA. He created things. People associate the term `playmaking' with point guards. But I consider a playmaker as someone who can do things others can't, the way Jordan did. Bias was like that. He could invent ways to score, and there was nothing you could do about it. No matter how you defended him, he could make a play ».